# Rode klaver
De rode klaver (Trifolium pratense) is een overblijvend kruid, vaak tweejarig, uit de vlinderbloemenfamilie (Leguminosae ofwel Fabaceae). De rode klaver komt in het wild voor in heel Europa en in noordelijk en Centraal-Azië; zuidelijk vanaf het Middellandse Zeegebied tot aan de Noordpoolcirkel. De rode klaver heeft zich ook in Noord-Amerika, Australië en Nieuw-Zeeland gevestigd.

## Kenmerken
Rode klaver is een vaste plant met een samengesteld, drietallig blad. De plant kan 15–50 cm hoog worden. De stengel is behaard. De onderste bladeren zijn rond en lang gesteeld, de bovenste bladeren bijna zittend, langwerpig en aan onder- en bovenzijde bedekt met haartjes. In het midden van deze bladeren zit een lichte vlek. Naast de bovenste bladeren zitten eironde blaadjes.
Rode klaver bloeit van mei tot in de herfst met roze tot rode bloemen. De bloeiwijzen zijn bol tot eivormig en hebben aan de voet van de bovenste bladeren steunblaadjes.
Bij grasland dat bedoeld is om te maaien wordt vaak rodeklaver gezaaid. Dit is vanwege het stikstofbindendvermogen en het hoge eiwit gehalte; hierdoor kan er meer en kwalitatief beter gewas geoogst worden.
Rode klaver werd vroeger veel gebruikt als voedergewas en komt weer meer in de belangstelling voor de biologische landbouw. Hij wordt wel geteeld als stoppelgewas, dat wil zeggen dat de rode klaver in maart en april onder graan gezaaid wordt en na de oogst van het graan verder groeit. Rode klaver heeft een zeer laag blauwzuurgehalte. Er zijn zowel diploïde als tetraploïde rassen. De tetraploïde rassen zijn goed wintervast, de diploïde minder.
Rode klaver komt van nature niet voor in Australië en Nieuw-Zeeland, maar de soort is er door kolonisten ingevoerd. Voor de bestuiving werden er rond 1880 hommels uit Zuid-Engeland geïntroduceerd, omdat geen van de inheemse bijen door de diepe kroonbuizen rode klaver konden bestuiven. Alleen een uitrolbare hommeltong kan rode klaver bestuiven. Voor zaadproductie worden in Denemarken en Frankrijk gekweekte hommels ingezet voor het bestuiven van rode klaver.
Het klaverblauwtje (Cyaniris semiargus) leeft alleen op rode klaver en staat op de Nederlandse Rode lijst dagvlinders.

## Plantengemeenschap
Rode klaver is een kensoort voor de klasse van matig voedselrijke graslanden (Molinio-Arrhenatheretea), een klasse van plantengemeenschappen van matig droge tot natte, mesotrafente graslanden.

Rode klaver
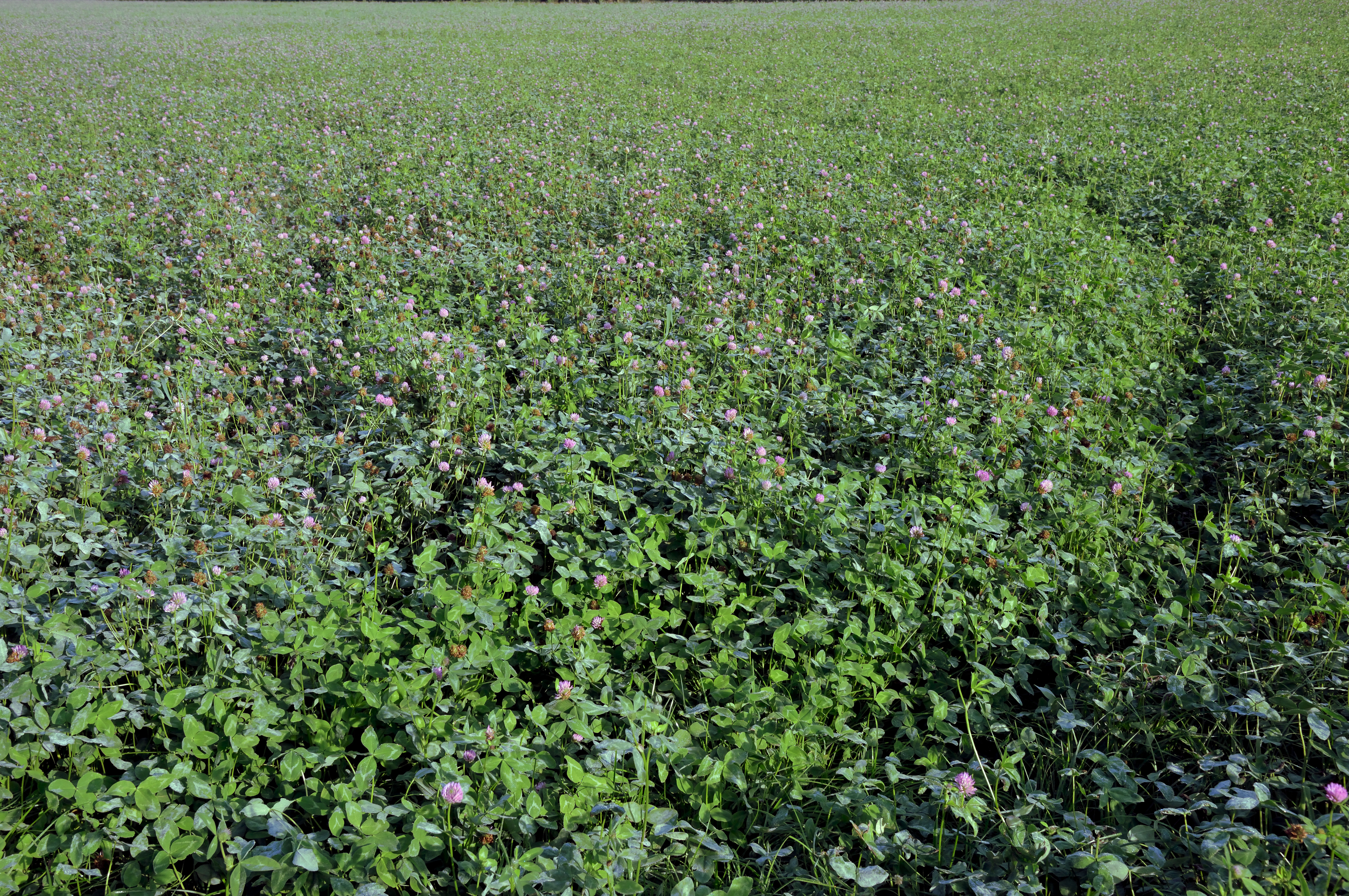
Veld
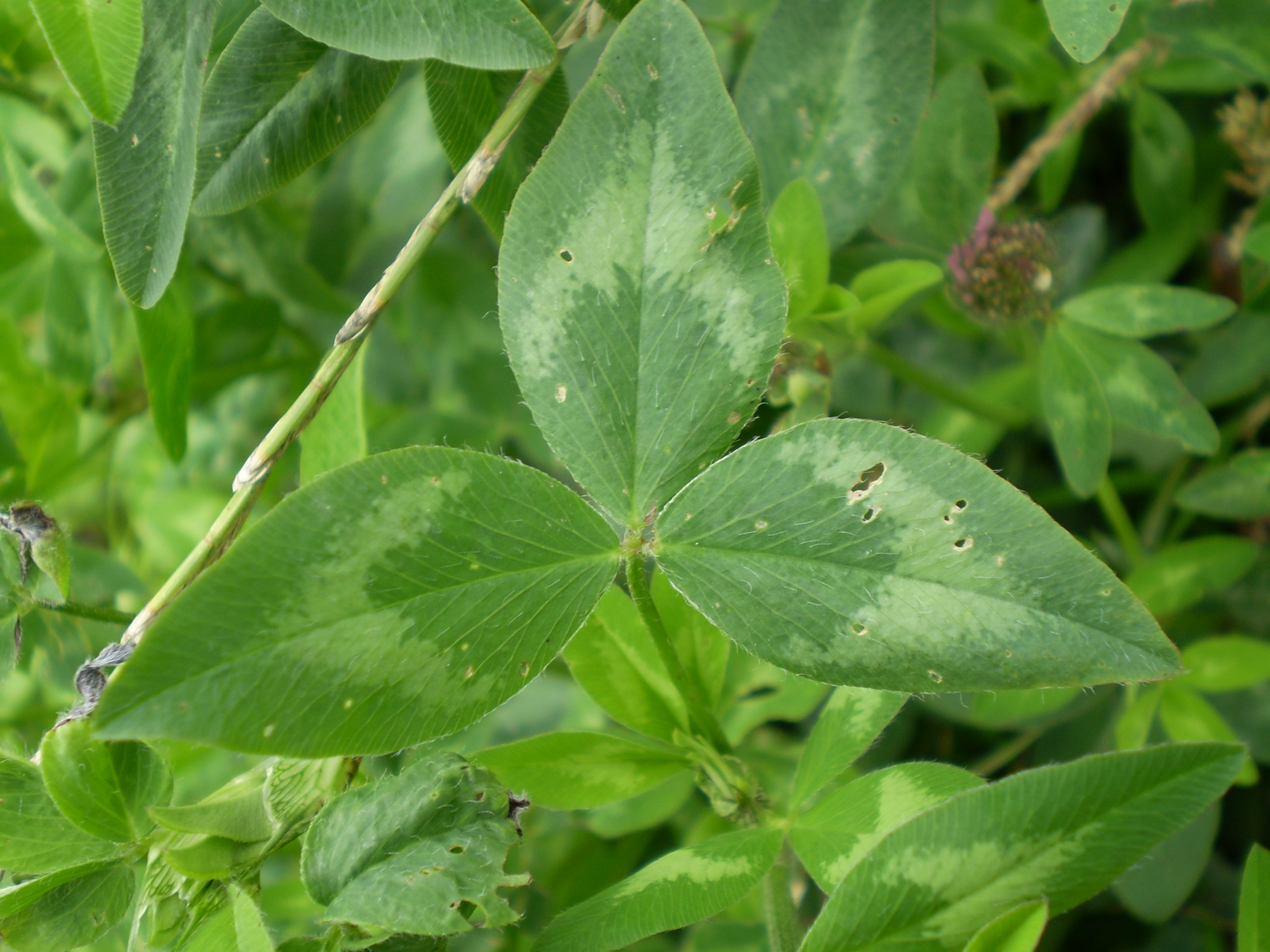
Blad
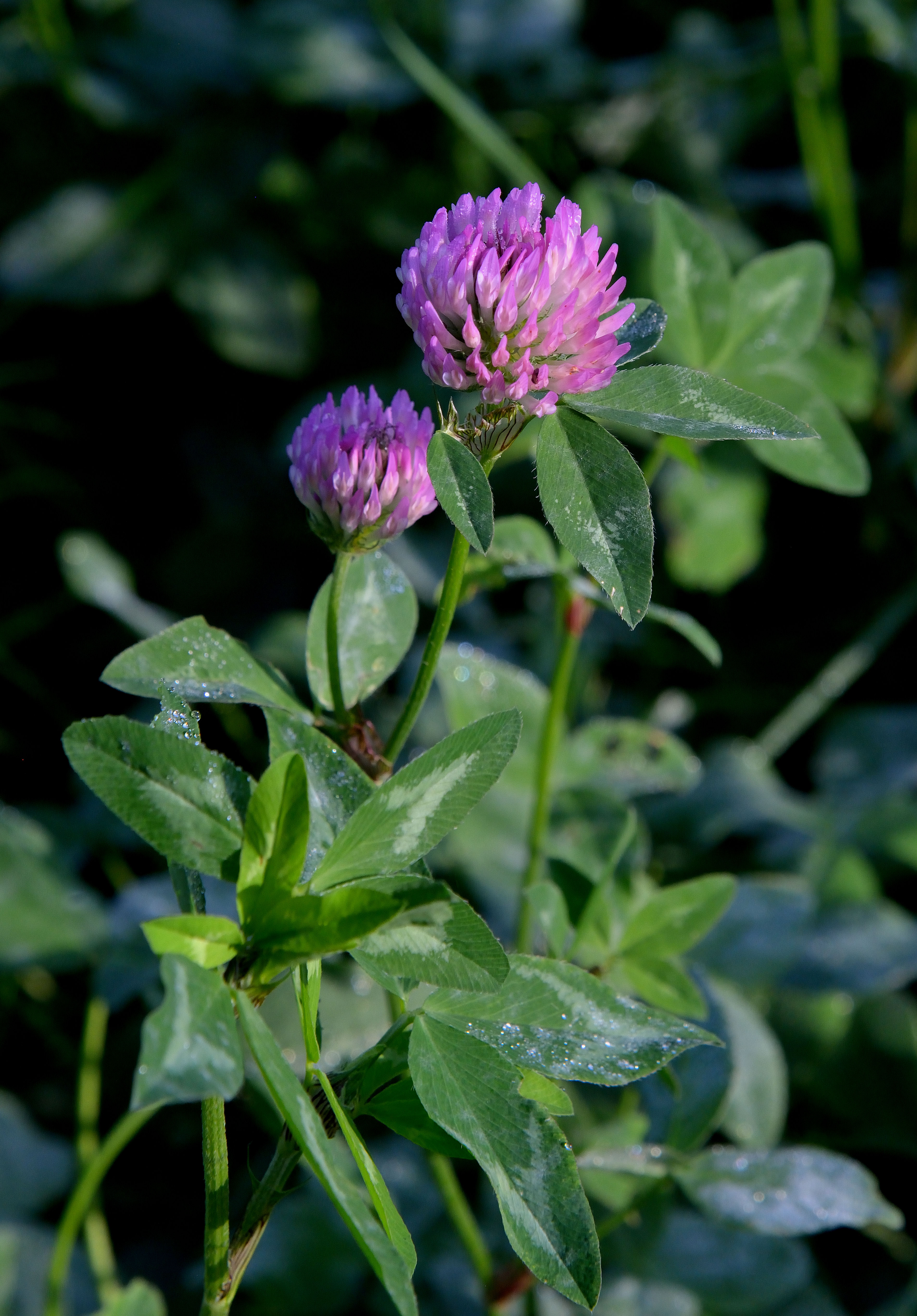
Bloeiwijze
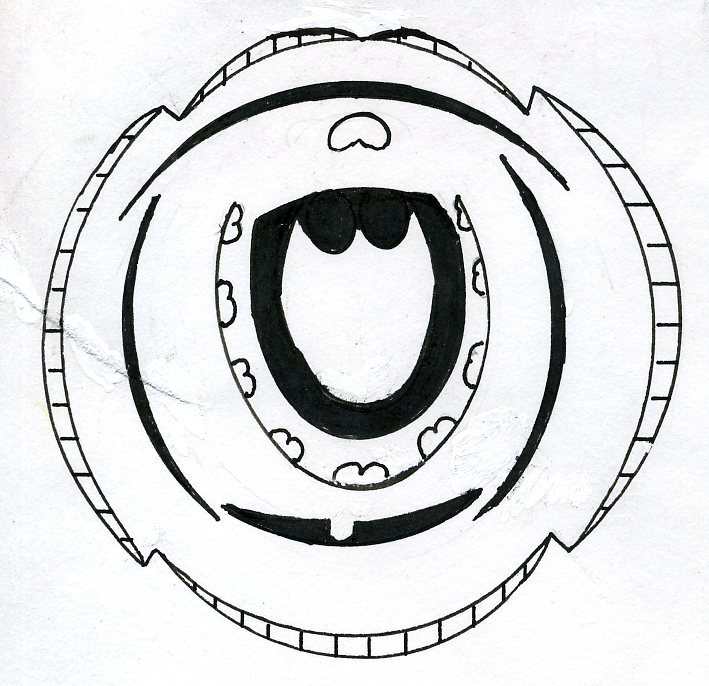
Bloemdiagram
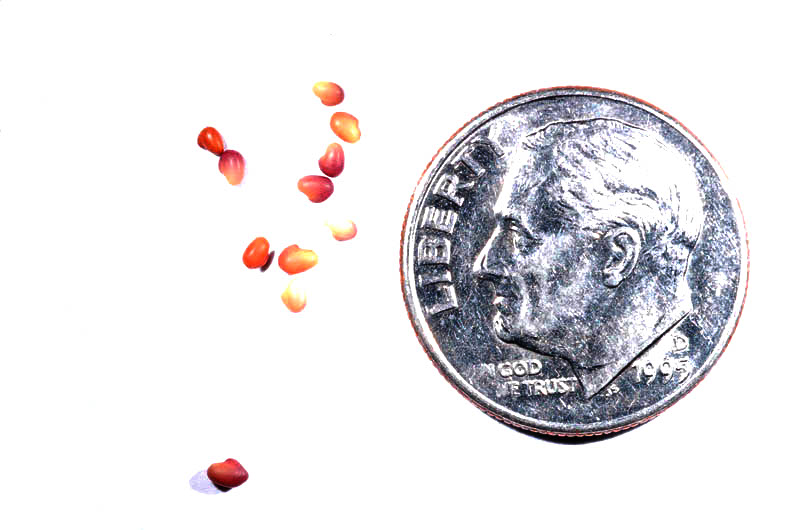
Zaden
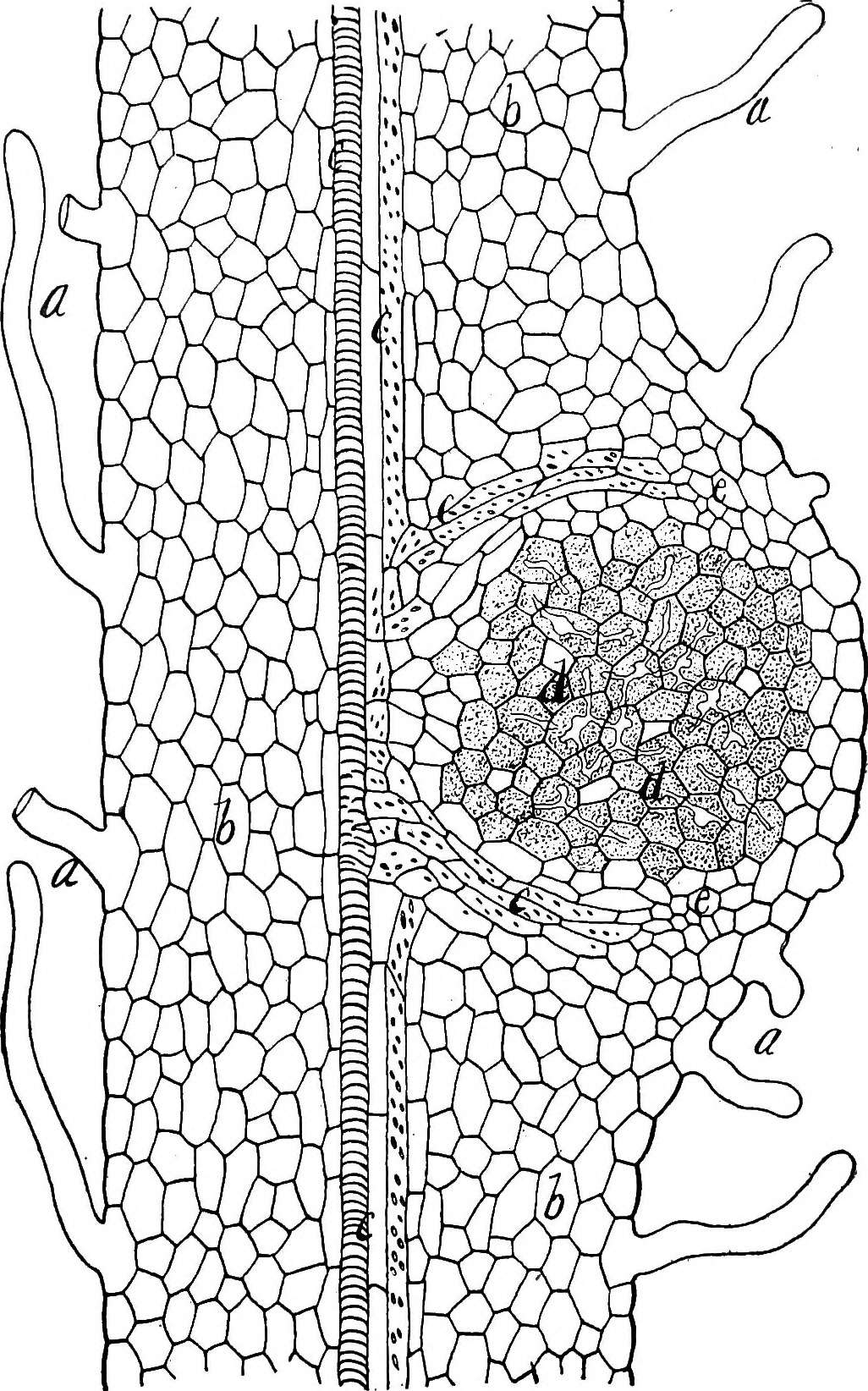
Stikstofwortelknolletje

## Ziekten en plagen
De tetraploïde rassen zijn minder vatbaar voor klaverkanker (Sclerotinia trifoliorum) dan de diploïde rassen. Verder kan rode klaver aangetast worden door het stengelaaltje (Ditylenchys dipsaci) en meeldauw (Erisyphe trifolii).

## Waardplant
De rode klaver is een waardplant voor de vlinders klaverblauwtje, staartblauwtje, mi-vlinder, bruine daguil, gamma-uil en de microvlinders klavervouwmot en grijze metaalkokermot.